# Eriocaulon alleizettei
Eriocaulon alleizettei är en gräsväxtart som beskrevs av Harold Norman Moldenke. Eriocaulon alleizettei ingår i släktet Eriocaulon och familjen Eriocaulaceae. Inga underarter finns listade i Catalogue of Life.